# Новозеландски знаковни језик
Новозеландски знаковни језик је језик којим се користе глувонеме особе на Новом Зеланду и један је од три званична језика у тој држави. Постао је службени језик 2006.
Користи га око 24.000 људи.
Уско је повезан са британским знаковним језиком и аустралијским знаковним језиком.